# Wargacz garbogłowy
Wargacz garbogłowy, nazywany również napoleonem lub chelinem napoleońskim (Cheilinus undulatus) – ryba morska z rodziny wargaczowatych.

## Zasięg występowania
Rafy koralowe Morza Czerwonego oraz Ocean Indyjski wzdłuż wschodnich wybrzeży Afryki, na głębokościach od 1–60 m p.p.m.

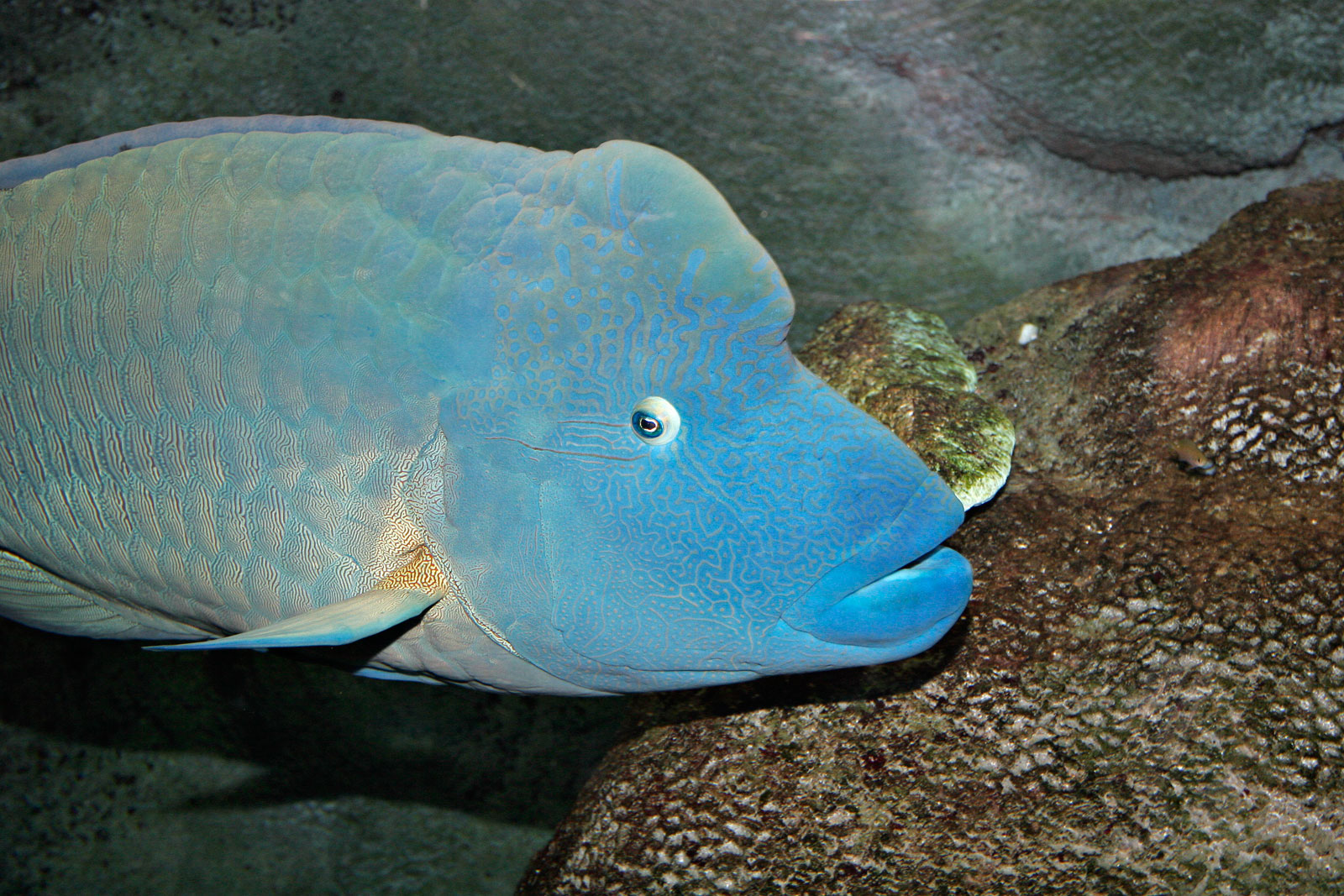
Dorosły osobnik z garbem tłuszczowym na głowie

## Opis
Masywne ciało pokryte dużą, dochodzącą do 10 cm łuską. Największe osobniki osiągają ponad 2 m długości i ok. 190 kg masy ciała. U dorosłych wargaczy wyrasta duży garb tłuszczowy na czole. Ubarwienie zmienia się wraz z wiekiem ryby.
Pływają najczęściej samotnie, czasami spotykane w parach. Aktywne w ciągu dnia. Żywią się głównie mięczakami, które rozgniatają silnymi zębami szczękowymi i gardłowymi. Zjadają również inne ryby, jeżowce i skorupiaki.

## Zagrożenia
Chelin napoleoński jest poławiany gospodarczo i w wędkarstwie, jego środowisko – rafy koralowe – ulega niszczeniu w większości obszarów występowania napoleona, co przy jego stosunkowo długim okresie dojrzewania przyczynia się do znacznego obniżania liczebności populacji. Od 2004 jest uważany za gatunek zagrożony wyginięciem. Jest on objęty całkowitym zakazem handlu na terenie UE.